# Sista sommaren (1969)
Sista sommaren, amerikansk film från 1969 baserad på en roman av Evan Hunter.

## Handling
Tre tonåringar Sandy, Dan och Peter roar sig under den långa heta sommaren på Fire Island. De experimenterar och utforskar sex och droger. Den vackra och självsäkra Sandy är ledaren. Då kommer Rhoda, en blyg och osäker flicka som vill vara med i gänget. Sandy hittar på en lek och kräver att Rhoda ska berätta om det värsta som hänt henne.

## Om filmen
Filmen hade premiär i USA den 10 juni 1969. Den svenska premiären var den 26 januari 1970, filmen är tillåten från 15 år.

## Rollista (urval)
- Barbara Hershey - Sandy
- Richard Thomas - Peter
- Bruce Davison - Dan
- Catherine Burns - Rhoda
- Ernesto Gonzalez - Anibal

## Utmärkelser
Catherine Burns Oscarnominerades 1970 i kategorin bästa kvinnliga biroll för sin insats i filmen.
- 1970 - Kansas City Film Critics Circle Awards - KCFCC Award - Bästa kvinnliga biroll, Catherine Burns
- 1970 - Laurel Awards - Golden Laurel - Sleeper of the Year
- 1970 - Filmfestivalen i Mar del Plata - Bästa regi, Frank Perry